# Битка у златној долини
„Битка у златној долини“ је дечји роман српског писца Бранка Ћопића и трећи део „Пионирске трилогије”, објављен 1963. године. Радња овог авантуристичког романа, који је такође проткан хумором, наставља се на радње претходна два дела Трилогије.

## Радња
Након што су дечаци прошли кроз тешке битке, заједно са њиховим старим пријатељем, пољарем Лијаном, вратили су се у родни крај. Али их дужност убрзо зове назад. И у овој књизи као и у претходним деловима, се описују догађаји и битке кроз које су дечаци Јованче, Стриц, Лазар и пријатељи пролазили у Другом светском рату у Југославији. Књига је проткана хумором.

## Ликови
Главни ликови су исти као и у прошла два дела, али се у причи појављује и неколико нових ликова. Неки од њих су коњ Кушља, дјед Вук и пољар Иле.
Види:Ликови|из књиге „Орлови рано лете”